# Renato Navarrini
Renato Navarrini, all'anagrafe Renato Navarini (La Spezia, 18 agosto 1892 – Savona, 20 gennaio 1972), è stato un attore italiano.

## Prosa televisiva Rai
- Il processo di Mary Dugan di Bayard Veiller, regia di Claudio Fino, trasmessa il 26 novembre 1954.
- Santa Caterina da Siena di Gherardo Gherardi, regia di Giulio Pacovio, trasmessa il 23 settembre 1957.
- Il vento notturno, regia di Franco Enriquez, trasmessa il 19 maggio 1958.

## Filmografia

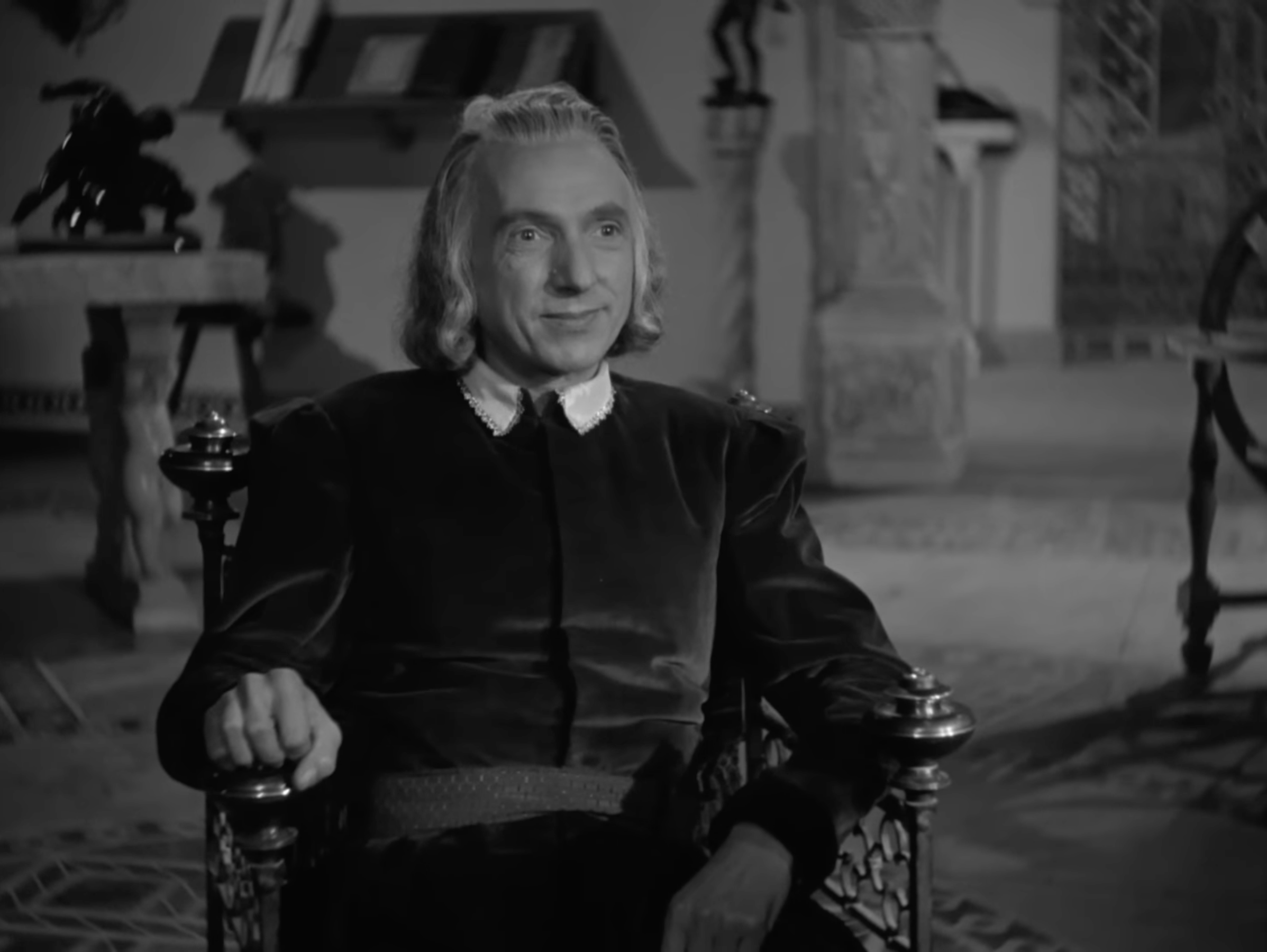
Renato Navarrini in Giuliano de' Medici (1941)

### Cinema
- La telefonista, regia di Nunzio Malasomma (1932)
- Giallo, regia di Mario Camerini (1933)
- Fuochi d'artificio, regia di Gennaro Righelli (1938)
- L'argine, regia di Corrado D'Errico (1938)
- Pietro Micca, regia di Aldo Vergano (1938)
- Fanfulla da Lodi, regia di Carlo Duse e Giulio Antamoro (1940)
- Giuliano de' Medici, regia di Ladislao Vajda (1941)
- Marco Visconti, regia di Mario Bonnard (1941)
- I pirati della Malesia, regia di Enrico Guazzoni (1941)
- Il signore a doppio petto, regia di Flavio Calzavara (1941)
- La maschera di Cesare Borgia, regia di Duilio Coletti (1941)
- Gelosia, regia di Ferdinando Maria Poggioli (1942)
- Cantami "Buongiorno tristezza", regia di Giorgio Pàstina (1955)
- La ladra, regia di Mario Bonnard (1955)
- Capitani di ventura, regia di Angelo Dorigo (1961)
- Il re Manfredi, regia di Piero Regnoli (1962)
- Ercole contro Roma, regia di Piero Pierotti (1964)
- Una moglie giapponese?, regia di Gian Luigi Polidoro (1968)

### Televisione
- Un gentiluomo nell'imbarazzo, episodio di Aprite: polizia!, regia di Daniele D'Anza (1958)